# Смородинка (Красноярский край)
Смородинка — деревня в Абалаковском сельском совете Енисейского района Красноярского края России.

## География
Расположена на левом берегу Енисея, недалеко от села Абалаково.
В деревне одна улица — Центральная.

## История
В 1968 г. указом президиума ВС РСФСР деревня Поповщина, в связи с тем, что это название было оскарбительным переименована в Смородинка, получившее название от зарослей смородины растущей на берегах Енисея поблизости. Предлагалось название Смородиновая..

## Население
| 2010 |
| ---- |
| 10   |